# УНИАН. Сериал
«УНИАН. Сериал» — общеукраинский просветительско-информационный телеканал «1+1 Медиа», принадлежащий украинскому олигарху Игорю Коломойскому. В основе программного наполнения — новости, аналитические и публицистические программы (преимущественно производства 1+1 Media), документальные фильмы, спортивные матчи и кино.

## История
28 июля 2010 года началось тестовое вещание телеканала «УНИАН» («Украинское независимое информационное агентство новостей») одноименного информационного агентства, которое, как и 1+1 Медиа, входит в финансово-промышленную группу «Приват» Игоря Коломойского.
С 1 июня 2017 года вещает в формате 16:9, с того же года публикует новости сайта УНИАН. До конца 2017 года выходили прямые трансляции инфоагентства.
20 декабря 2019 года Национальный совет Украины по телевидению и радиовещанию переоформил лицензии телеканалов холдинга «1+1 медиа» — «ПлюсПлюс» и «УНИАН», позволив им «поменяться логотипами» и программными концепциями. То есть, по сетям каналов. 20 ноября того же года Нацсовет разрешил телеканалу «УНИАН» без конкурса попасть в общенациональную цифровую сеть DVB-T2, перейдя в мультиплекс МХ-3. При этом телеканал «УНИАН» сменил юридическое лицо с ООО «УНИАН ТВ» на ООО «Гравис». 26 декабря 2019 «ПлюсПлюс» начал говорить в мультиплексе МХ-3 общенациональной цифровой сети DVB-T2.
С января 2020 года в региональном мультиплексе Концерна РРТ в Одесской области вместо «ПлюсПлюс» вещает «УНИАН».
1 сентября 2020 года телеканал начал вещание в стандарте высокой четкости (HD)
8 декабря 2021 года телеканал получил лицензию на вещание в мультиплексе МХ-3 цифровой эфирной сети DVB-T2 путем изменения логотипа телеканала «Аргумент ТВ» на «УНИАН ТВ» и переоформлением лицензии с МХ-4 на МХ-3. «Аргумент ТВ» был создан 28 октября 2021 года с цифровой лицензией телеканала «М2» (ООО «Дидживан»).
22 декабря 2021 года по представлению «1+1 media» Нацсовет переоформил спутниковую лицензию телеканала на ООО «Дидживан», аннулировав при этом ООО «Гравис».
1 января 2022 года телеканал начал вещание в мультиплексе MX-3 цифровой эфирной сети DVB-T2.
В связи с российским вторжением в Украину с 24 февраля 2022 года телеканал транслирует информационный марафон «Единые новости». До 27 ноября того же года трансляция была круглосуточной и без рекламы.
С 28 ноября 2022 года телеканал частично восстановил самостоятельное вещание, сменив программную сетку. Русскоязычные программы транслируются в украинской озвучке.
16 февраля 2023 года НацСовет переоформил лицензии трём региональным телеканалам для вещания под единым брендом: «УНІАН. Запоріжжя», «УНІАН. Дніпро», «УНІАН. Харків» в местных мультиплексах MX-5 на 44, 47 і 53 ТВК соответственно.
1 января 2024 телеканал почти полностью восстановил самостоятельное вещание: «Единые Новости» транслируются с 01:00 (иногда с 04:00) к 07:00.

## Рейтинги
В 2021 году доля канала «УНИАН ТВ» составила 0,2 % с рейтингом 0,03 % (данные Индустриального Телевизионного Комитета, аудитория 18-54 города 50 тыс.+, 31-е место).

## Наполнение эфира

### Программы
- Потерянный мир
- Месть природы
- Мир Наизнанку
- Украина. Возвращение своей истории

### Архив
- Деньги
- ТСН
- Украинские сенсации
- Секретные материалы
- Оружие
- ТСН. Спецпроект
- ПроФутбол
- ТСН. Неделя
- Спецкор
- Право на власть
- "ДжеДАІ"
- Завтрак с 1+1
- Вкусная страна
- Улыбнитесь вам это подходит
- Облом. UA
- Истории города
- Легенды Сити
- Тема дня
- Большая разница по-украински
- Чистоnews
- Жизнь без обмана (ранее — «Территория обмана»)
- Что? Где? Когда?
- Видеобимба
- 6 кадров

### Сериалы
- Встречная полоса
- Ментовские войны. Киев
- Джек и Лондон
- Только любовь
- Инспектор Алекс
- Кости
- Славяне
- Булатов
- Братья по крови
- Принцип наслаждения

### Спортивные трансляции
- Трансляции матчей чемпионата Украины по футболу
- Баскетбол (матчи украинской Суперлиги и Евролиги ULEB)
- Волейбол

## Руководство
- Иванна Найда (генеральная продюсерша нишевых каналов «1+1 Media»)